# Oostmahorn
Oostmahorn (officieel: De Skâns-Oostmahorn; Fries: De Skâns, [də’skɔ:ⁿs]) is een dorp in de gemeente Noardeast-Fryslân, in de Nederlandse provincie Friesland. Het valt onder het dorp Anjum.
Het ligt ten noordoosten van Engwierum en oostelijk van Anjum,  aan het Lauwersmeer. De dorpskern ligt ingeklemd tussen het Lauwersmeer en een drietal recreatieparken. Lange tijd vormde het een buurtschap onder Anjum, maar in 2006 kreeg het de status van dorp.
Het verkreeg daarbij geen eigen postcode waardoor het formeel nog altijd onder Anjum valt. Het CBS rekent het als buurt. In 2018 telde het 80 inwoners, in 2023 85. Onder het dorp valt ook de buurtschap Abbewier. Ook de buurtschap Stiem wordt ook wel bij het dorp gerekend maar ook bij Ezumazijl.

## Algemene geografie van het dorp
Aan de noordzijde van Oostmahorn ligt een bungalowpark en een jachthaven (Oostmahorn, vroeger Bootsgat, een oude werkhaven voor de indijking van de Lauwerszee) met bungalowcamping en drijvende vakantiewoningen. Aan de oostzijde liggen de pier met het veer, via het Vaarwater naar Oostmahorn, richting Schiermonnikoog.
Aan de zuidzijde ligt het pseudohistorische vakantiestadje Esonstad met nog een camping en aan west- en zuidwestzijde liggen twee pseudo-terpen met vakantiewoningen (Geuzenhoeke en Smokkelaarshoeke). Ten westen van Oostmahorn en de vakantieparken ligt de buurtschap Abbewier. Ten zuidwesten van de pseudo-terpen en Esonstad ligt een aardgaslocatie en ten zuiden daarvan ligt  de buurtschap Stiem. Vanuit Oostmahorn loopt een pad langs Esonstad naar het zuidelijker gelegen plaats Ezumazijl.
Ten noorden van Oostmahorn loopt de dijk om de oude Anjumer- en Lioessenserpolder (ingedijkt 1592). Ten noorden daarvan ligt de Bantpolder (gefaseerd ingedijkt in 1945, 1951 en als laatste de Hoek van de Bant in 1969), die een belangrijke foerageerplaats vormt voor brandganzen en daardoor vele vogelaars trekt.

## Geschiedenis
De eerste vermelding van de plaatsnaam dateert van 1543, toen de plaats Oes(t)mehorne werd genoemd. In 1580 werd het vermeld als Oostumhorn, in 1630 als Schans van Oostmerhorn en in 1781 als Schans Oostmahorn. De plaatsnaam komt mogelijk van de gereconstrueerde naam Oostum, dat duidt op het feit dat het een oostelijk gelegen woonplaats (heem/um) was.
Er wordt ook wel gedacht dat het later verwijst naar de hoek van een dijk of uitstekende landtong, een horn. De naam zou dan ook kunnen worden vertaald als "oosthoek", maar dit wordt minder waarschijnlijk geacht. De Friese naam De Skâns wordt weinig gebruikt. Vroeger werd vaker in het Fries de benaming Oastmahorn gebruikt. Een poging om de spelling Eastmaherne in gebruik te krijgen haalde het niet.
Oostmahorn lag tot de gemeentelijke herindeling van 1984 in de toenmalige gemeente Oostdongeradeel. Daarna viel het tot 2019 tot de gemeente Dongeradeel, waarna deze opging in de gemeente Noardeast-Fryslân.

### De schans

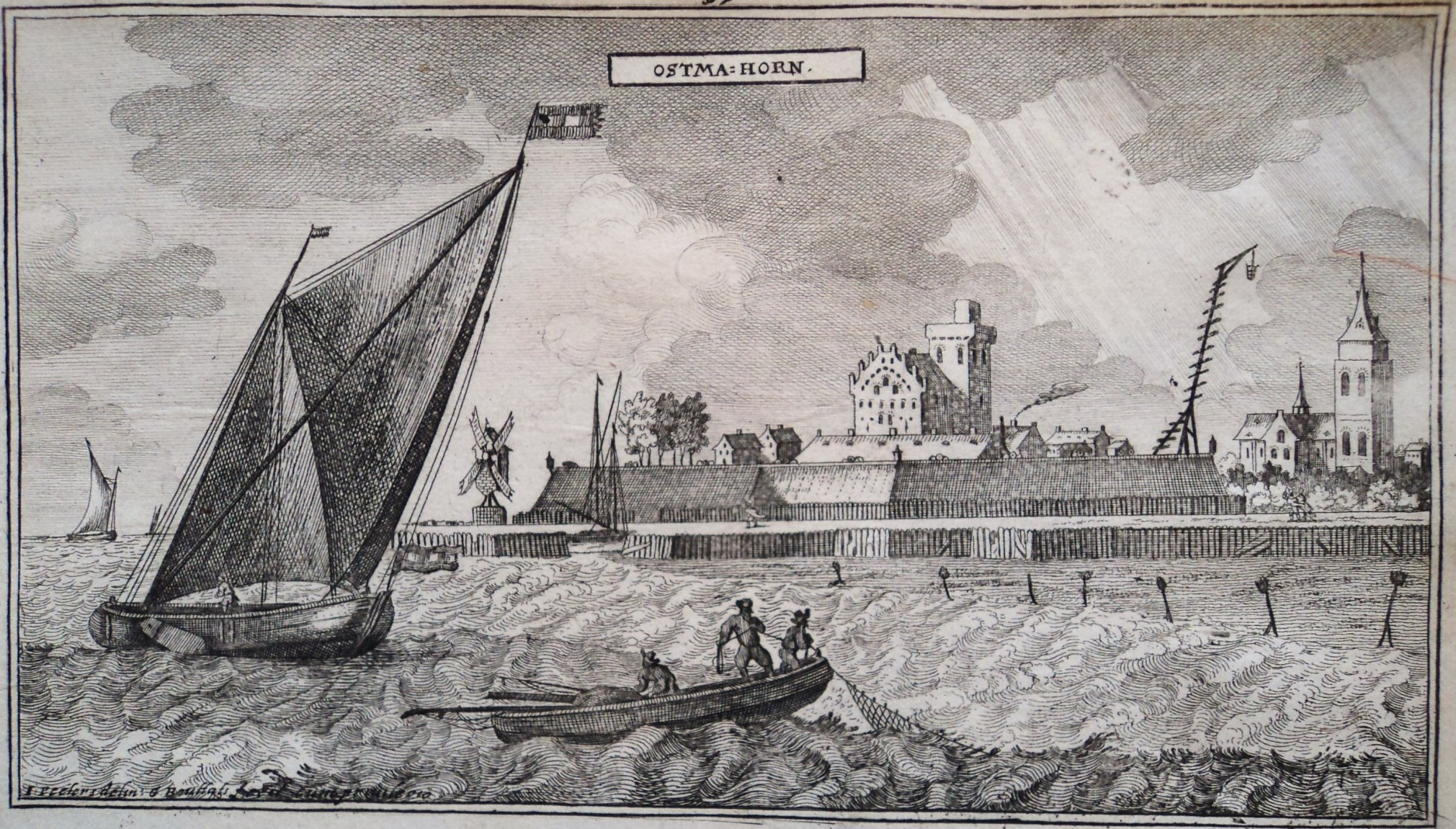
Gravure van Gaspar Bouttats van de schans in 1674. De kruiskerk en het kasteelachtige gebouw binnen de schans zijn waarschijnlijk aan de fantasie van de graveerder ontsproten.

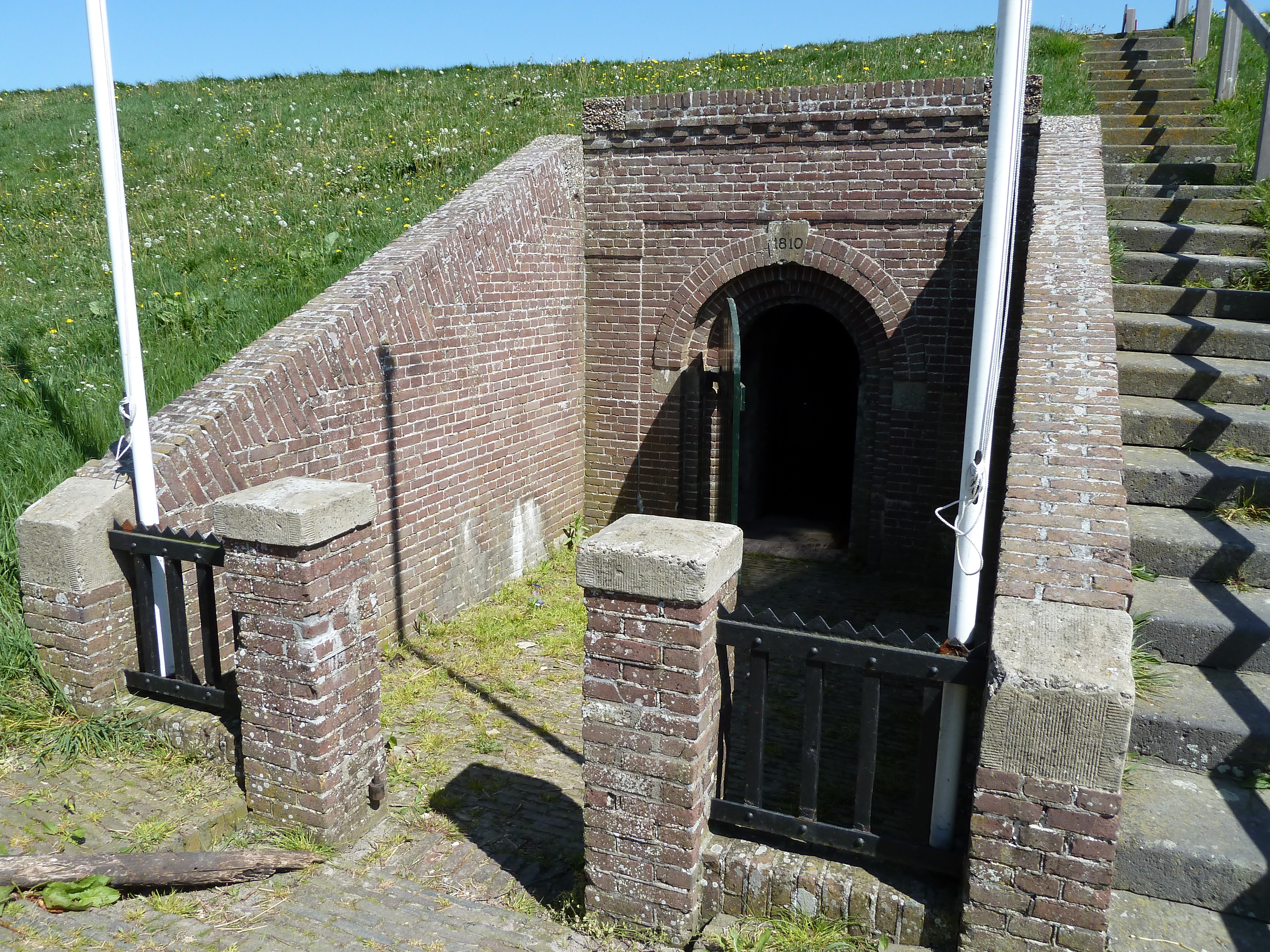
De kruitkelder uit 1810. Het plakkaat uit 1922 bevindt zich binnen aan de achterwand.

Bij Oostmahorn is op kaarten uit de vroege 16e eeuw reeds een omwalde vesting te zien. Deze vesting was strategisch gelegen op een uitstekende landpunt en moest de toegangen naar Dokkum (via het Dokkumergrootdiep) en naar Groningen (via het Reitdiep) bewaken. De ingang van beide vaarwegen liep en loopt vlak langs Oostmahorn, waar de geul het diepst is vlak bij de kust.
Vanaf midden 16e eeuw werd het gebied rond de Lauwerszee in toenemende mate geteisterd door aanvallen van kapers en smokkelaars. In 1562 was de situatie zo ernstig geworden dat onder de bevolking stemmen opgingen om de Waddenzee met oorlogsschepen te beschermen. In 1569 kwamen Staatsgezinde opstandelingen hier aan land waarop besloten werd tot maatregelen. Een nieuwe Staatsgezinde aanval in 1571 kon daarop worden afgeslagen. Het jaar erop zette geuzenkapitein Gijsbrecht echter opnieuw enkele tientallen soldaten aan wal, die vervolgens te voet oprukten naar het 12 kilometer verderop gelegen Dokkum en de stad met hulp van de lokale bevolking bevrijdden. Dit kwam de bevolking duur te staan toen de Spaans-Portugese kolonel Caspar de Robles de geuzen vervolgens verjoeg en grote verwoestingen en een bloedbad aanrichtte onder de bevolking van Dokkum.
In 1575 kreeg geus Bartholt Entens van Mentheda van Willem van Oranje de opdracht om met 600 man vanuit Bremen per schip Friesland te veroveren. Hij wist Oostmahorn opnieuw in te nemen op 15 mei 1576 en bouwde de vesting in allerijl uit tot een schans. Een aanval van Robles werd daarop afgeslagen. Bij gebrek aan Staatse legersteun en als gevolg van honger moest Entens Oostmahorn echter al op 18 juni 1576 weer prijsgeven aan de Robles, waarop Rennenberg (toen nog in dienst van de Staatsen) de schans in 1577 liet slechten. In 1578 werd Friesland uiteindelijk toch veroverd door de Staatsen en kwam Oostmahorn definitief in Staatse handen. In 1580 liet graaf Filips van Hohenlohe de schans herbouwen. Dat jaar werd een nieuwe Spaanse poging ondernomen om Friesland in te nemen, maar de nieuwe schans van Oostmahorn werd zwaar verdedigd, waardoor dit deel van Friesland van verdere oorlogsschade verschoond bleef. In 1584 werd graaf Willem Lodewijk stadhouder van Friesland. Onder zijn bewind werd de strijd omgezet van een verdedigingsoorlog naar een aanvalsoorlog.
Aan het einde van de 16e eeuw waren er 14 vendels gelegerd van elk een paar honderd man. In 1589 gebruikte Willem Lodewijk de schans als uitvalsbasis voor de verovering van de schans bij Zoutkamp. Met 400 man wist hij de Spanjaarden te overmeesteren tijdens de Slag om Zoutkamp. Met deze slag werd een van de zeeverbindingen van de stad Groningen geblokkeerd. In 1593 voer Willem Lodewijk opnieuw uit vanuit Oostmahorn naar Bellingwolderzijl, waar hij de Oudeschans liet opwerpen. Een jaar later vond de Reductie van Groningen plaats. Daarmee verloor de schans deels zijn strategische waarde, maar nog tot diep in de 17e eeuw werd het strategisch belang van de schans ingezien voor de verdediging van Friesland. Op een kopergravure van Gaspar Bouttats I, die met Johannes Peeters meereisde is Oostmahorn te zien als een versterkte vesting met kanonnen.
Op de gravure zijn onder andere een kruiskerk, kasteelachtig gebouw, standerdmolen en een baken te zien. Waarschijnlijk is deze prent enigszins overdreven, want van een kerk of kasteel is nooit sprake geweest bij Oostmahorn. Ergens tegen het einde van de 18e eeuw werd de schans versterkt, mogelijk vanwege de Nederlands-Engelse oorlogen. Er werd toen een kustbatterij aangelegd met 6 geschutstukken. Tijdens de Franse Tijd werd Oostmahorn weer versterkt tegen de Engelsen in het kader van het in 1807 afgekondigde continentaal stelsel. Tot 1813 waren er twee Franse detachementen gelegerd, waartoe ook een kazerne werd gebouwd. In 1810 werd de schans versterkt met een kruitmagazijn in de dijk. Deze kruitmagazijn bleef in gebruik tot 1849. De schans zal reeds voor 1840 zijn geslecht, want op de gemeentekaart van Wopke Eekhoff van 1855 wordt aangegeven "voorm. Schans" en Van der Aa beschrijft reeds in 1840 dat alleen nog het kruitmagazijn van de schans is overgebleven.

### Havenactiviteiten en reddingswezen

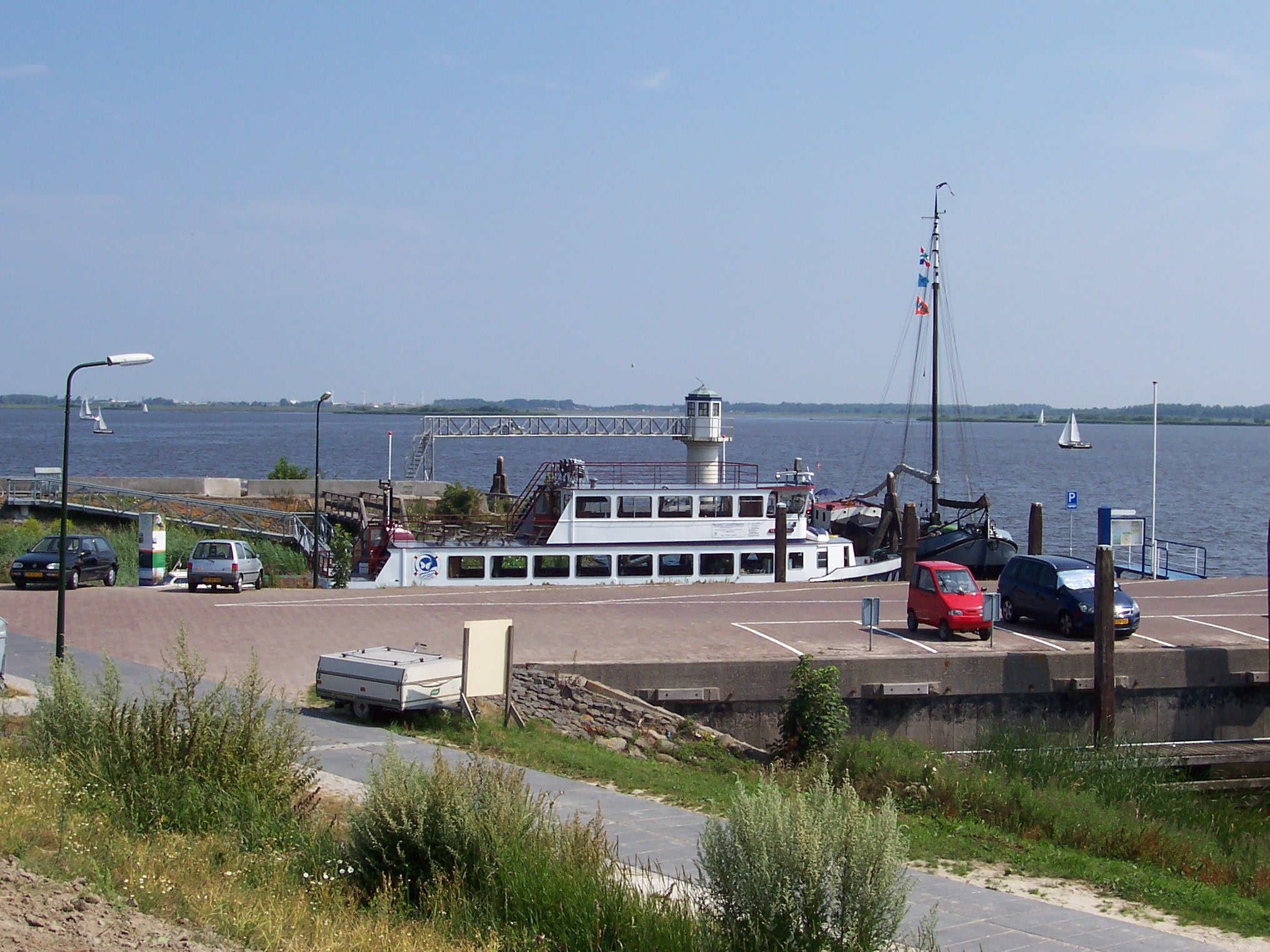
De haven van Oostmahorn aan het Lauwersmeer

In de 18e eeuw werd een havenhoofd aangelegd bij Oostmahorn, zodat schepen er konden aanmeren. De ligging van Oostmahorn was strategisch in het Waddengebied en diep water was er tot vlak bij de kust. Er werd een post voor reddingsboten gevestigd en vanaf 1847 vertrok vanaf hier een geregelde veerbootdienst richting Schiermonnikoog en in 1855 werd er ook een postdienst van de PTT opgezet naar het eiland vanuit Oostmahorn.
Er werden ook een tweetal loodsboten gestationeerd voor het loodsen van schepen naar het Friese Gat (Noordergat en Plaatgat), alsook een recherchevaartuig van de douane. In het laatste kwart van de 19e eeuw verloor Oostmahorn de loodsfunctie echter toen boten die op Groningen voeren steeds vaker via het Eemskanaal hun producten naar hun bestemming brachten. Dit bracht een teruggang in de bedrijvigheid teweeg. In de jaren 1870 werd een plan gepresenteerd om van Oostmahorn een zeehaven te maken, maar dit plan haalde het uiteindelijk niet. Rond 1930 werd de haven uitgebreid met een havenlicht.
In 1927 werd de eerste zelfrichtende reddingsboot ter wereld in Oostmahorn gestationeerd. Deze Insulinde was gebouwd door scheepswerf Gebroeders Niestern uit Delfzijl naar een idee van Mees Toxopeus. Deze Mees Toxopeus kreeg dan ook van 1927 tot 1950 de leiding over deze boot van de NZHRM (sinds 1970 KNZHRM en door fusering sinds 1991 KNRM), die tot 1965 meerdere honderden mensen van zee redde. Eigenlijk was het de bedoeling geweest om de Insulinde te stationeren ten zuiden van Schiermonnikoog, maar omdat de gekozen plek te ver uit de wal lag en in het donker de vaargeul moeilijk te volgen was voor de redders, werd uiteindelijk voor het 12 zeemijl van de Waddenzee verwijderde Oostmahorn gekozen. In 1950 droeg Mees, die toen vanuit Oostmahorn reeds 237 mensen had gered, de Insulinde over aan zijn broer Klaas Toxopeus, die tot 1964 de leiding over de boot had, waarna Siep Zeeman nog 1 jaar de leiding had over de boot. In 1965 werd de Insulinde vervangen door de Gebroeders Luden, die in 1969 verhuisde naar de haven van Lauwersoog.

### Tweede Wereldoorlog: Schermutseling
Tijdens de nadagen van de Tweede Wereldoorlog werd Oostmahorn aangevallen door Duitse schepen. In de nacht van 13 op 14 april 1945 had de Duitse grenswacht van Oostmahorn opdracht gekregen om Oostmahorn onmiddellijk te verlaten nadat de Canadezen waren begonnen aan hun opmars naar Groningen. De aftocht naar Schiermonnikoog ging zo overhaast dat de voorraden achter waren gebleven en belangrijke documenten niet vernietigd waren. Toen commandant van Schiermonnikoog, kapitein-luitenant Wittko, hiervan hoorde, was hij woedend. Hij stuurde daarop op 15 zwaarbewapende Duitse soldaten om de papieren te vernietigen en de voorraden mee te nemen.
De veerboot Brakzand en reddingsboot Insulinde lagen nog in de haven van Oostmahorn en waren in het zicht van de Duitse soldaten door Toxopeus en helpers onklaar gemaakt, waarna de eigenaren onderdoken. Deze boten werden door de Duitsers meegesleept naar Schiermonnikoog. Wittko eiste daarop dat de stelling Oostmahorn heroverd zou worden, maar boten om de Duitsers ernaartoe te brengen konden die dag (15 april) niet uitvaren. Op 16 april voeren ondertussen een 126-tal Duitse SD'ers en SS'ers uit het beruchte Scholtenhuis in de stad Groningen op de vlucht voor de geallieerden op vier boten naar Schiermonnikoog, waarvandaan ze opgepikt hoopten te worden door Duitse schepen. Bij Oostmahorn werden ze door een groep van 20 BS-mannen uit Anjum onder vuur genomen, waarbij enkele Duitsers gewond raakten. Eenmaal aangekomen op Schiermonnikoog beviel een woedende Wittko dat deze aanval vergolden diende te worden. Er werden een aantal boten gevorderd en de aanval werd ingezet op Oostmahorn.
Vanaf Schiermonnikoog werd met een kanon op het dorp geschoten met granaten, waardoor vele huizen beschadigd raakten en twee Canadese soldaten gedood werden (zij werden nog op 16 april begraven in Aalsum), alsook een Duitsgezind meisje uit Dokkum dat geraakt werd toen ze uit een bunker bij de dijk vluchtte. De bevolking vluchtte het binnenland in, maar toegesnelde Canadese soldaten wachtten met panterwagens de landing op van de Duitsers en schoten hen van de dijk af, waarmee de opmars tot staan werd gebracht. Een aantal Duitse schepen werden tot zinken gebracht, maar de rest van de Duitsers wist in de mist te ontkomen naar Schiermonnikoog. Op 31 mei werden de SD'ers en SS'ers afgevoerd naar Zoutkamp, de overige 600 Duitse soldaten van het eiland volgden op 11 juni.

### Sluiting van de Lauwerszee, opkomst van het toerisme
In de jaren 1960 werd de Lauwerszee afgesloten. De Friezen waren een fel voorstander hiervan. Voor Oostmahorn betekende de sluiting aanvankelijk een opleving van de bedrijvigheid. Bij de plaats werd in 1960 de werkhaven Bootsgat aangelegd, vanwaaruit de bedijkingswerkzaamheden hun aanvang namen en duizenden mensen een excursie ondernamen naar de werkzaamheden aan de dijk. Tegelijkertijd nam het toerisme naar Schiermonnikoog sterk toe onder zonaanbidders, wat ertoe leidde dat het dorp zomers soms werd overspoeld door mensen. Daarom werd een grote parkeerplaats aangelegd.
Toen de dijk eenmaal voltooid was in 1969, betekende dit echter voor Oostmahorn dat vrijwel alle bedrijvigheid verdween naar Lauwersoog; de reddingsboot, de douane en de veerboot verplaatsten zich naar de nieuwe Oorthaven aldaar (de latere Haven Lauwersoog) en Oostmahorn verloor een deel van zijn bevolking; deze daalde van ongeveer 150 inwoners voor 1969 naar 70 in 2008. De drie winkeltjes, de bakkerij en het postkantoor van het dorp sloten hun deuren. Een school heeft Oostmahorn nooit gehad. Een verzoek tot de instelling daarvan in 1885 werd afgekeurd; Anjum was dichtbij genoeg volgens de gemeente. Steeds meer huizen werden als recreatiewoningen verkocht aan Duitse kopers, die alleen in het weekend en in de zomer in het dorp kwamen.
De werkhaven werd in 1970 door de gemeente Oostdongeradeel opnieuw geopend als jachthaven Bootsgat. Maar na een aantal jaren van verliezen, werd de gemeentelijke stichting 'Jachthaven Oostmahorn Lauwerszee' in 1974 opgeheven en werd de haven verkocht aan een particulier. In 1978 verrezen een 27-tal vakantiehuisjes bij de jachthaven. Een plan voor nog eens 116 sneuvelde door gebrek aan animo. Begin jaren 1980 nam de drukte toe, toen er steeds meer mensen kwamen naar het strand van Oostmahorn. De Duitsers maakten plaats voor nieuwe jonge gezinnen en Oostmahorn leefde weer op. Ondertussen werden er plannen gemaakt voor een grootschalige uitbreiding van het toerisme bij Oostmahorn. Halverwege de jaren 1980 waren er plannen voor de bouw van 450 recreatiewoningen, maar na fel protest onder campinggasten die hiervoor moesten wijken, ging dit plan niet door.

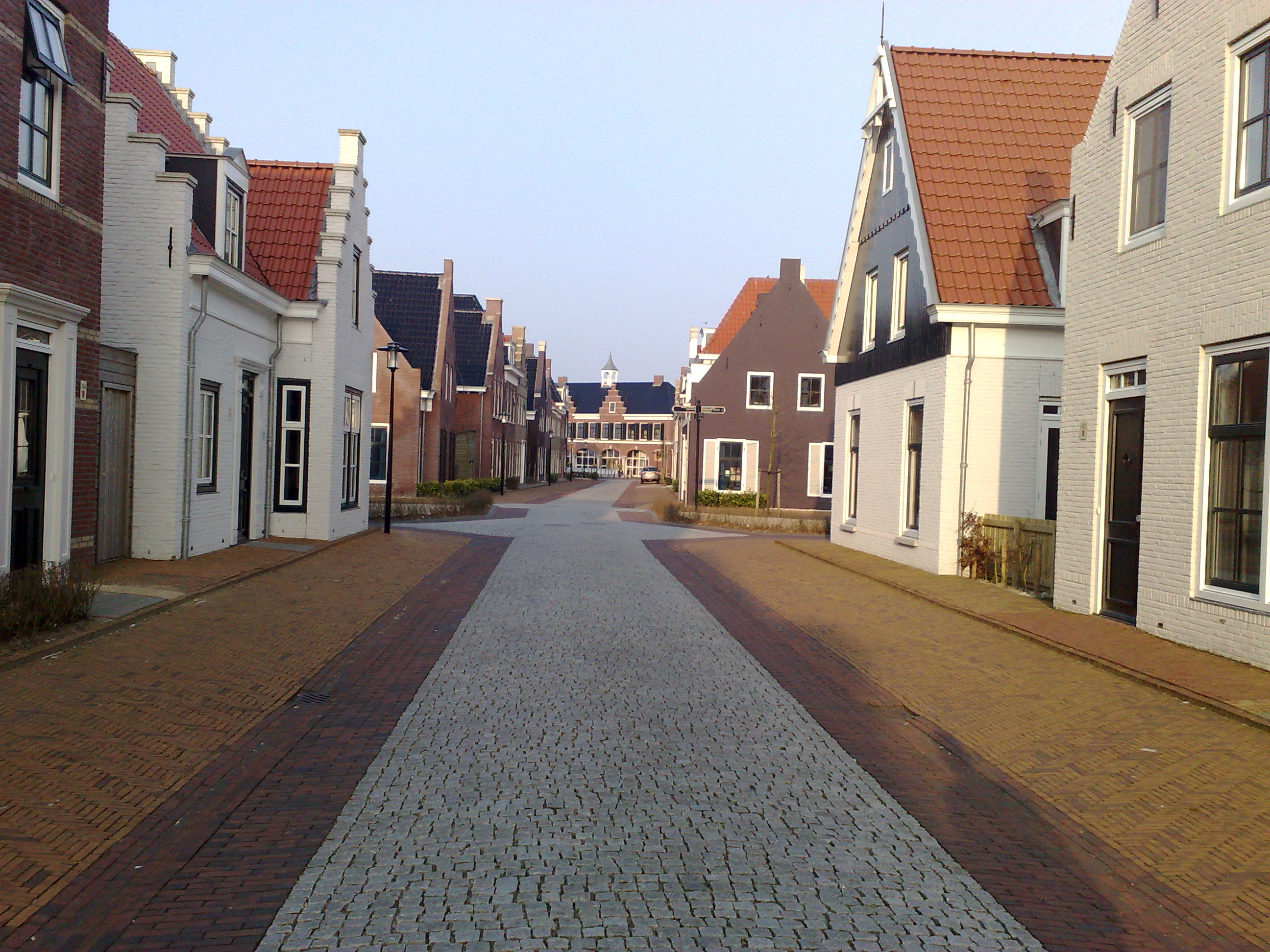
Zicht vanaf de poort van Esonstad op het raadhuis

In de jaren 1990 werden ruim 100 vakantiebungalows ten noorden van het dorp gebouwd en een dertigtal chalets bij de jachthaven. In 1994 werd gestart met een rondvaartdienst (Vlinderbalg) op het Lauwersmeer vanuit de haven. In de tweede helft van de jaren 1990 werden nieuwe plannen gemaakt voor het gebied ten zuiden van het dorp. Architect Ron Lanfermeijer wist uit ervaring dat bungalowparken bij historische steden in Friesland aantrekkingskracht hadden op toeristen en verzon daarom zelf een pseudo-historisch stadje, compleet met wapenschild en vlag.
Na jaren van vele plannen en procedures van de Waddenvereniging tegen de omvang van het plan, kon uiteindelijk in 2005 worden begonnen met de bouw van Esonstad, een thematisch vakantiepark, dat een nieuwe trekpleister moest gaan worden voor het gebied. Het vakantiepark werd losjes gebaseerd op een mythe over een middeleeuwse stad aan de Lauwerszee; Ezonstad. De 144 huizen met 16e- en 17e-eeuwse gevels werden binnen een jaar uit de grond gestampt en in 2006 opende dit gehistoriseerde vakantiepark van Landal GreenParks reeds zijn deuren.
Overigens niet geheel ter instemming van de Oostmahorners, die klaagden over het verlies van uitzicht, wandelpaden en mogelijkheden tot het aanleggen van hun boten. Zij kregen echter wel na jaren van lobbyen tijdens de aanleg een rioleringsaansluiting en in 2006 (officieel pas op 22 november 2007) ook de status van dorp van de gemeente Dongeradeel. Daarvoor was het altijd een buurtschap van Anjum geweest. Een eigen postcode kreeg het (na jaren van onderhandelen) echter niet; TPG hanteert hiervoor een minimum van 100 postadressen en Oostmahorn heeft er slechts iets meer dan 35. Dat er daarnaast nog honderden vakantiewoningen staan, maakte daarvoor niet uit.
Esonstad deed wat architect Lanfermeijer had gedacht; reeds in het eerste jaar zat het park helemaal vol. Veel huizen waren gekocht als beleggingsobject. Ook boeren uit de buurt wier boerderijen kort daarvoor waren getroffen door MKZ, zagen hierin een veilige belegging. Om het recreatiestadje tot nog een groter succes te maken werd door Landal in samenwerking met Wagenborg de veerdienst naar Schiermonnikoog heropend door middel van de snelle boot Esonborg, die eerder als de Aquarunner bij Almere had gevaren. Verder werd er in 2010 een camping aangelegd en in 2011 ook een kleine golfbaan.

## Gebouwen

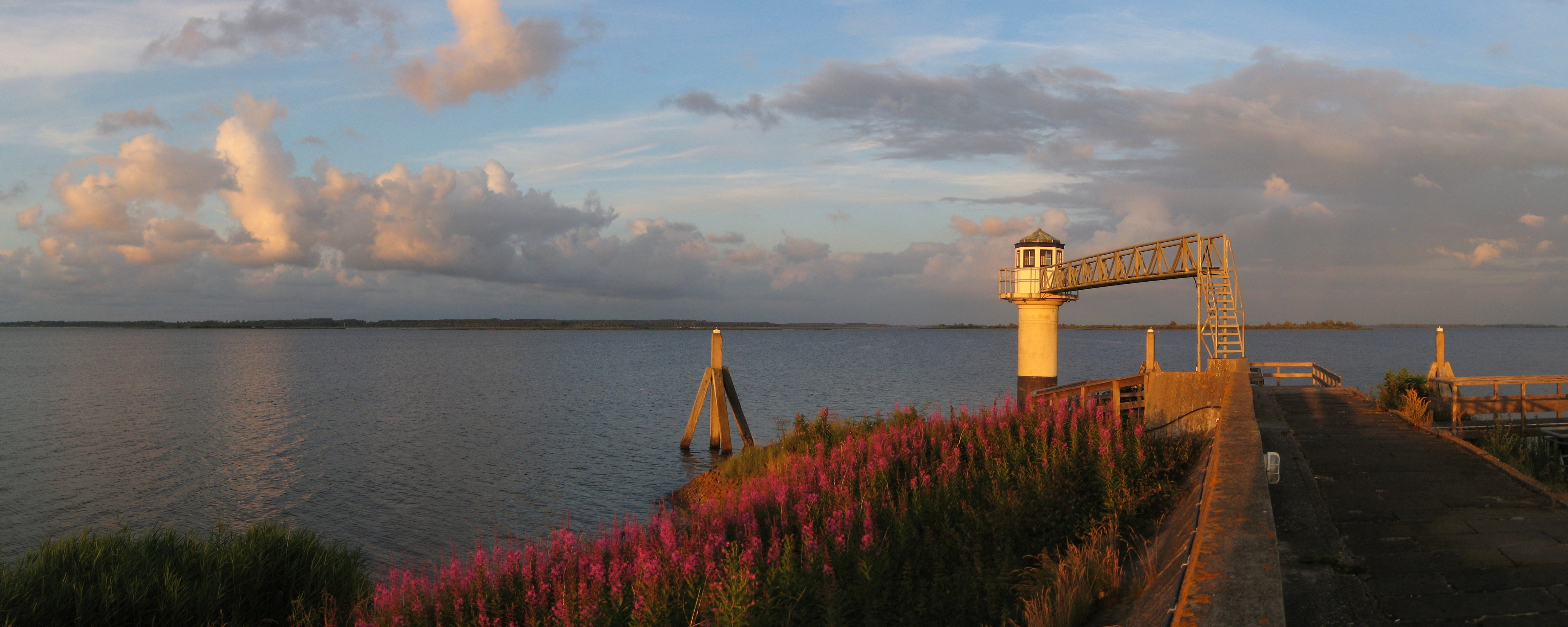
De peilschaal van Oostmahorn (2012)

Aan de Oostmahorn 5 staat het oude pand van het loodswezen (bestaande uit 3 huizen), dat in 1927 door de NZHRM werd verbouwd tot een onderkomen voor de bemanning van de Insulinde. Voor Mees Toxopeus en gezin werd in 1933 echter een apart huis gebouwd. Op het dak van het pand werd een uitzichttorentje geplaatst. Er waren aanvankelijk ook plannen om 20 slaapplaatsen te bouwen voor schipbreukelingen op zolder, maar vanwege ruimtegebrek werd hiervan afgezien. Na het verdwijnen van de reddingsdienst uit Oostmahorn naar Lauwersoog werden alle kenmerken van de NZHRM verwijderd. In 2005 plaatste een bewoner het eraf gehaalde torentje er weer op, alsook de letters NZHRM.
Aan de Oostmahorn 15 langs de dijk staat een voormalig versterkerstation van de PTT. Dit geelgeverfde in wederopbouwarchitectuur opgetrokken gebouw in de stijl van een Deense boerderij werd in 1950 gebouwd voor de aanleg van de 240-kilometer lange telefoonkabel door de Noordzee van Nederland naar het Deense eiland Rømø. De technische ruimte van het telefoonkantoor bevond zich op de bovenverdieping. In 1962 verliet de PTT het gebouw. Van 1992 tot 2001 was het Oerka Museum van kunstschilderes Irene Verbeek (1945) in het gebouw gevestigd, dat daarna als OerKa Irene Verbeek Museum werd gevestigd in de hervormde kerk van Raard.
Tegenover Oostmahorn 26 bevindt zich in de dijk de kruitkelder (ook wel Napoleonshokje genoemd), waar de voorraden van de kustbatterij lagen opgeslagen. Nadat de kustbatterij werd opgeheven in 1849 kwam het gebouw leeg te staan. Bij de dijkverzwaring van 1922 werd het gebouw hersteld op last van commissaris van de Koningin Pieter Albert Vincent van Harinxma thoe Slooten. Later werd het gebruikt als opslag voor gereedschappen. Anno begin 21ste eeuw is het kruitmagazijn opengesteld voor toeristen. De deur is open en binnen bevindt zich een plakkaat er ere van het herstel in 1922.
Op de dijk staat het restaurant 'De Gouden Stek'. Het eerste paviljoen op deze plek werd gebouwd als Paviljoen Toxopeus door Klaas Toxopeus in 1961. In augustus 1986 werd dit gebouw door een windhoos op de bar na weggeblazen, waarop het werd afgebroken. In 1987 werd het huidige pand gebouwd naar een ontwerp van de Dokkumer architect Broor Adema. In 2004 kreeg het de naam Lauwersmeer Paviljoen en in 2015 werd het hernoemd naar 'De Gouden Stek.
Op de pier bevindt zich een rond 1930 gebouwd torentje, waarin de peilschaal zich vroeger bevond. Dit torentje is uitgevoerd in expressionistische stijl.

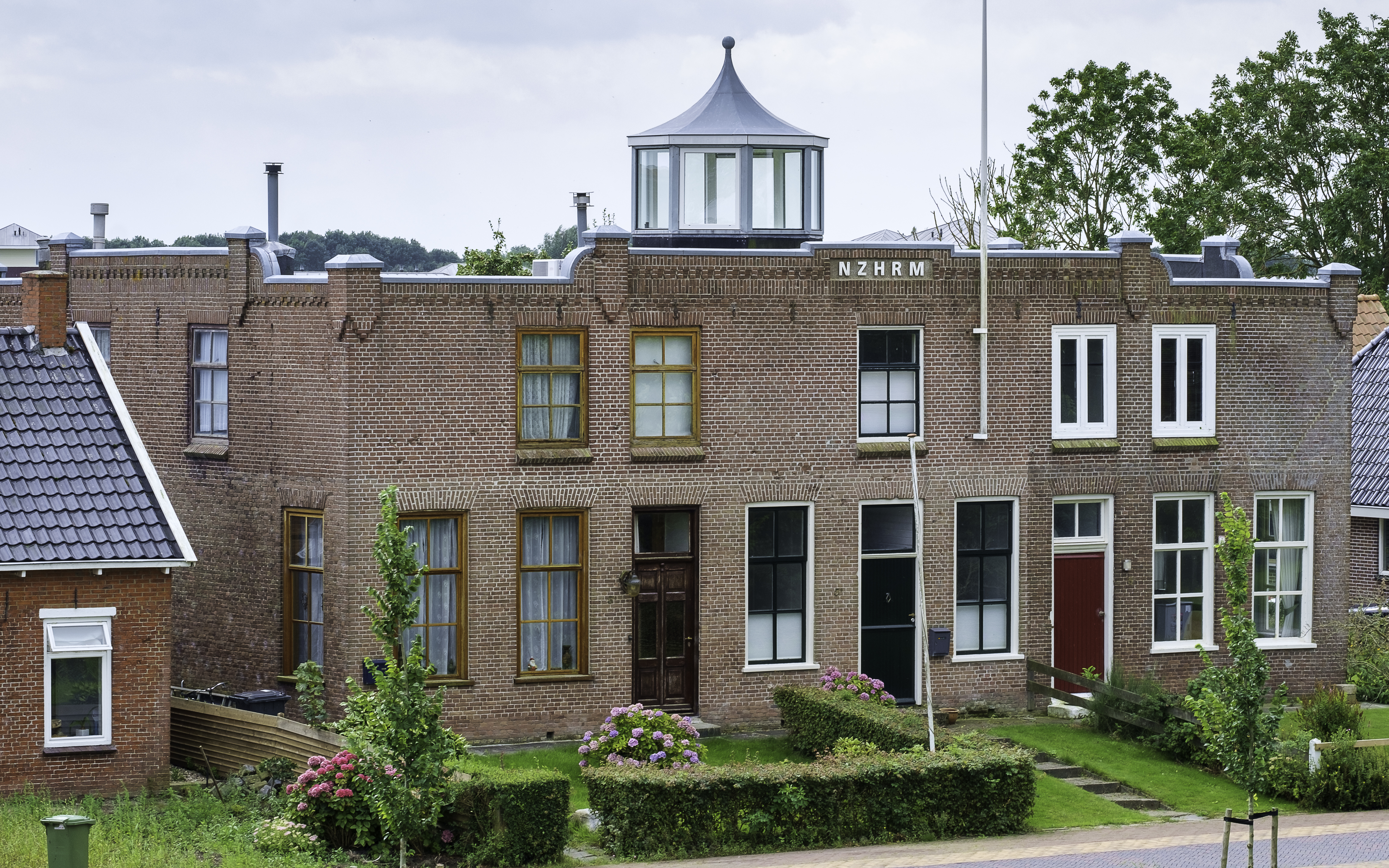
Pand van het loodswezen, later NZHRM
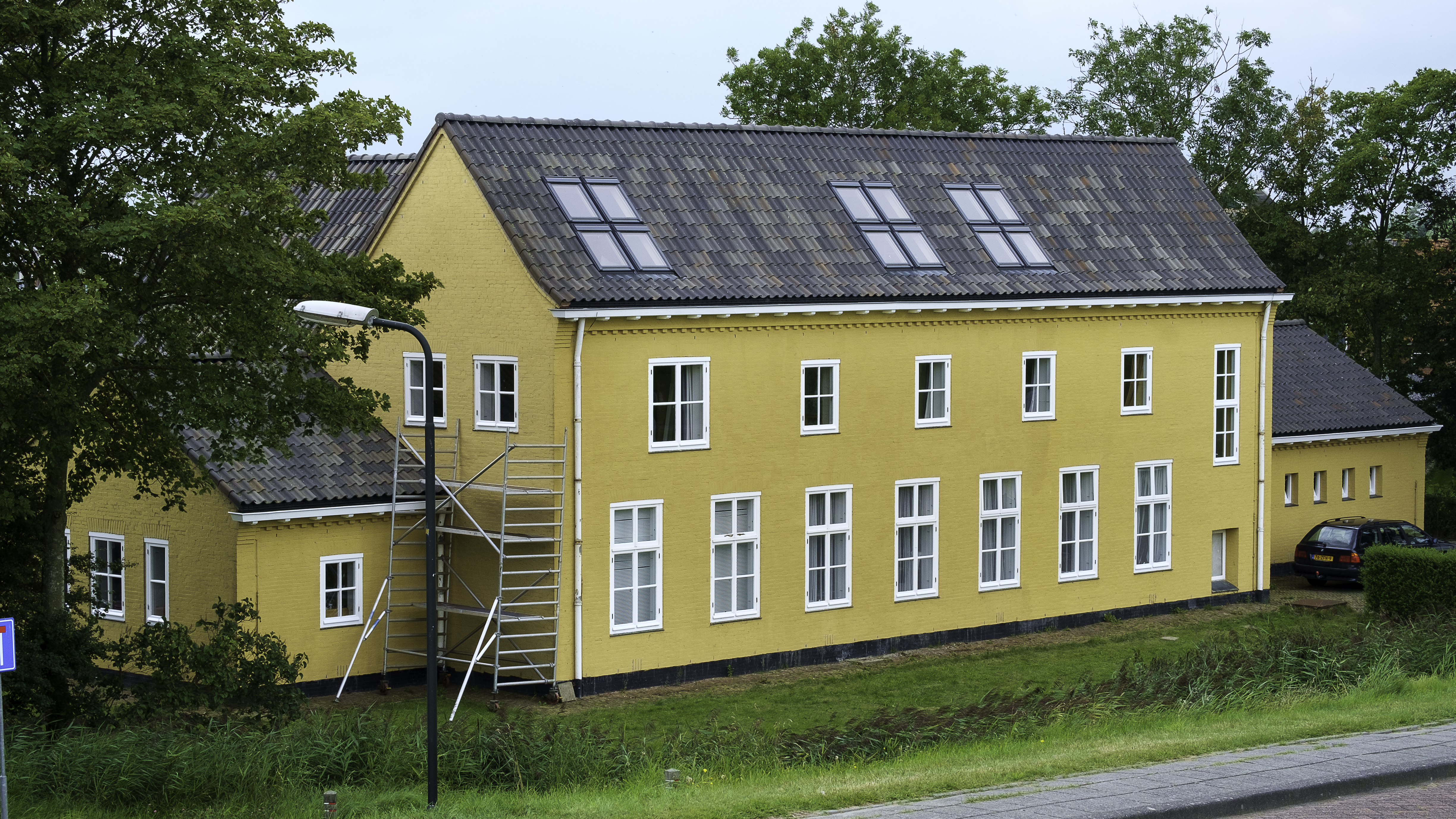
Voormalig versterkerstation van de PTT in de stijl van een Deense boerderij

## Sport en cultuur
Het dorp kent de windsurfvereniging Windsurfing Oostmahorn en het zangkoor De Smokkelaars fan de Skâns.

## Bekende (ex-)inwoners
- Mees Toxopeus, schipper van de Insulinde
- Klaas Toxopeus, schipper en stuurman van de Insulinde in loondienst van de KNZHRM